# Halo: Contact Harvest
『Halo:The Contact Harvest』（ヘイロー: ザ・コンタクト・ハーベスト / つまり "ハーヴェストでの遭遇" ）はXboxおよびXbox 360用ビデオゲームHALOシリーズを題材とした小説である。同シリーズを題材とした小説では5作品目であり、本場アメリカでは2007年の10月30日にリリースされた。発売減はTOR Books、作者はジョセフ・スタテン（Joseph Staten）。
他作品同様2009年1月20日現在、日本語翻訳版の発売予定はない。

## 概要
本作は『コンタクト・ハーヴェスト』のタイトルどおり、惑星ハーヴェストにおける人類と地球外生命体であるコヴナントの遭遇、そして一連の戦闘を描いたものとなっている。
主な登場人物はゲーム本編でも有名なジョンソン軍曹で、本のカバーもバトルライフルを持った彼である。そのほかに『Halo: Combat Evolved』で登場したウォレス・ジェンキンス兵卒、コヴナントのタルタロス等も出演している。

## その他
本書は全396ページ。